# Merremia weberbaueri
Merremia weberbaueri är en vindeväxtart som beskrevs av V. Ooststr. Merremia weberbaueri ingår i släktet Merremia och familjen vindeväxter. Inga underarter finns listade i Catalogue of Life.